# Naturpark Vransko jezero
Der Naturpark Vraner See, auch Vrana-See (kroatisch Park prirode Vransko jezero, italienisch Lago di Vrana) ist ein seit dem 21. Juli 1999 geschütztes Gebiet in Kroatien. Der Vraner See ist der größte See Kroatiens und liegt in Dalmatien zwischen den Städten Zadar und Šibenik. Die Fläche des Naturparks beträgt 57 km², den größten Anteil an der Fläche hat der See selbst (30,2 km²).

## Beschreibung
Der Süßwassersee erstreckt sich parallel zur Küste und ist stellenweise weniger als einen Kilometer vom Meer entfernt. Der See ist eine mit Süßwasser gefüllte Senke eines Karstgebiets, die als Kryptodepression mit einigen Metern unter dem Meeresspiegel der Adria liegt. Das Wasser ist leicht brackisch, da durch Quellen im ehemaligen Sumpfgebiet, durch den Grundwasserleiter aus der Gegend um Biograd sowie durch den Prosika-Kanal Wasser mit unterschiedlichen Salzgehalten zufließt. Dieser Naturpark mit seinen Sumpfgebieten im Norden und an der Ostküste ist ein ornithologisches Reservat mit einer breiten Artenvielfalt.
Bis in die zweite Hälfte des 18. Jahrhunderts bedeckte der See eine wesentlich größere Fläche. Mit dem Bau eines Kanals zum Meer im Süden des Sees, der 1770 fertiggestellt war, wurde der Wasserspiegel um etwa drei Meter abgesenkt und damit vor allem das weitläufige, sumpfige Gebiet (Vransko blato / Palude di Vrano) im Norden trockengelegt. Das solchermaßen gewonnene Land wurde von zugezogenen Bauern vornehmlich als Weideland genutzt. Zudem sind dort mehrere Kanäle angelegt (Glavni kanal, Lateralni kanal, Stari kanal), die zusammen mit kleinen natürlichen Wasserläufen (Jablanac, Vrbica) zur Entwässerung des Gebiets beitragen. Dieses ehemalige Sumpfland zog sich etwa bis zu dem Dorf Gornje Raštane ins Landesinnere hin und fiel im Hochsommer trocken. Die längs des Sees sich erstreckenden Höhenzüge bestehen aus Kalksteinen der Kreidezeit (Nordostufer) und des Eozäns (am Südwestufer wechselnd). Die höchste Erhebung befindet sich mit dem Štandarac (303 m) im Osten. Diese hier bergige und überwiegend stark verkarstete Landschaft zieht sich mit abnehmender Höhe bis über das südliche Seeende hinaus. Der zur Adria liegende Isthmus ist wesentlich niedriger und erreicht an Höhe maximal 112 Meter. Hier befinden sich dem Meer zugewandt die Dörfer Pakoštane, Drage, Dolaške Drage und Prosika.

## Geschichte
Der See erhielt den Namen nach dem ehemaligen Krongut der kroatischen Könige, zu dessen Gebiet er gehörte. Im 12. Jahrhundert ging das Gut an den Templerorden über, später erhielten es die Johanniter. 1409 übernahm Venedig die Herrschaft über das Areal, das wiederum von den Türken erobert wurde. Der aus Vrana stammende Jussuf-Mašković-Pascha errichtete neben dem Schloss der Templer eine bedeutende Karawanserei. Beide Baulichkeiten wurden bei der Vertreibung der Türken durch die Venezier im Jahre 1647 zerstört.

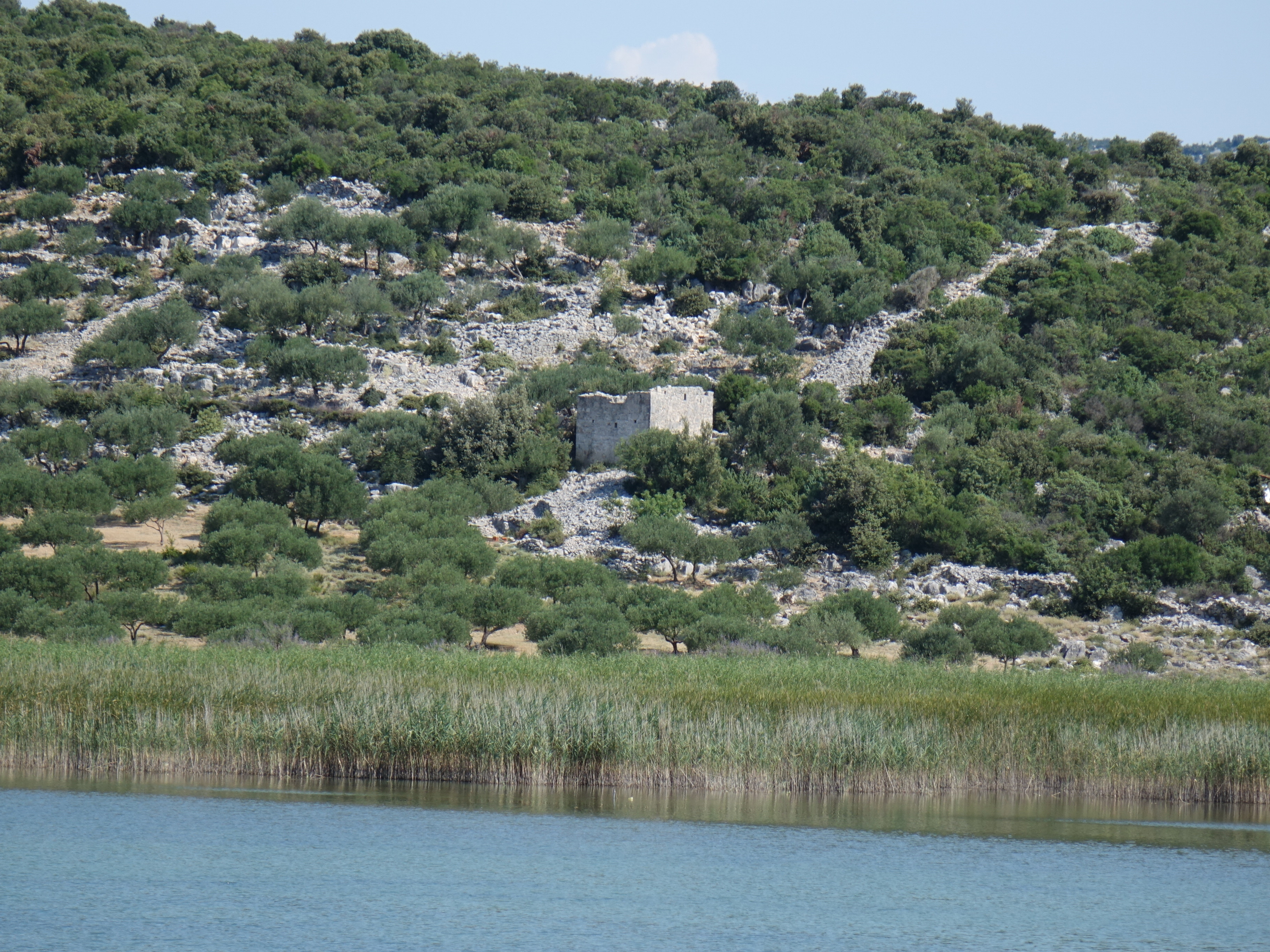
Karst- und Ufervegetation am See
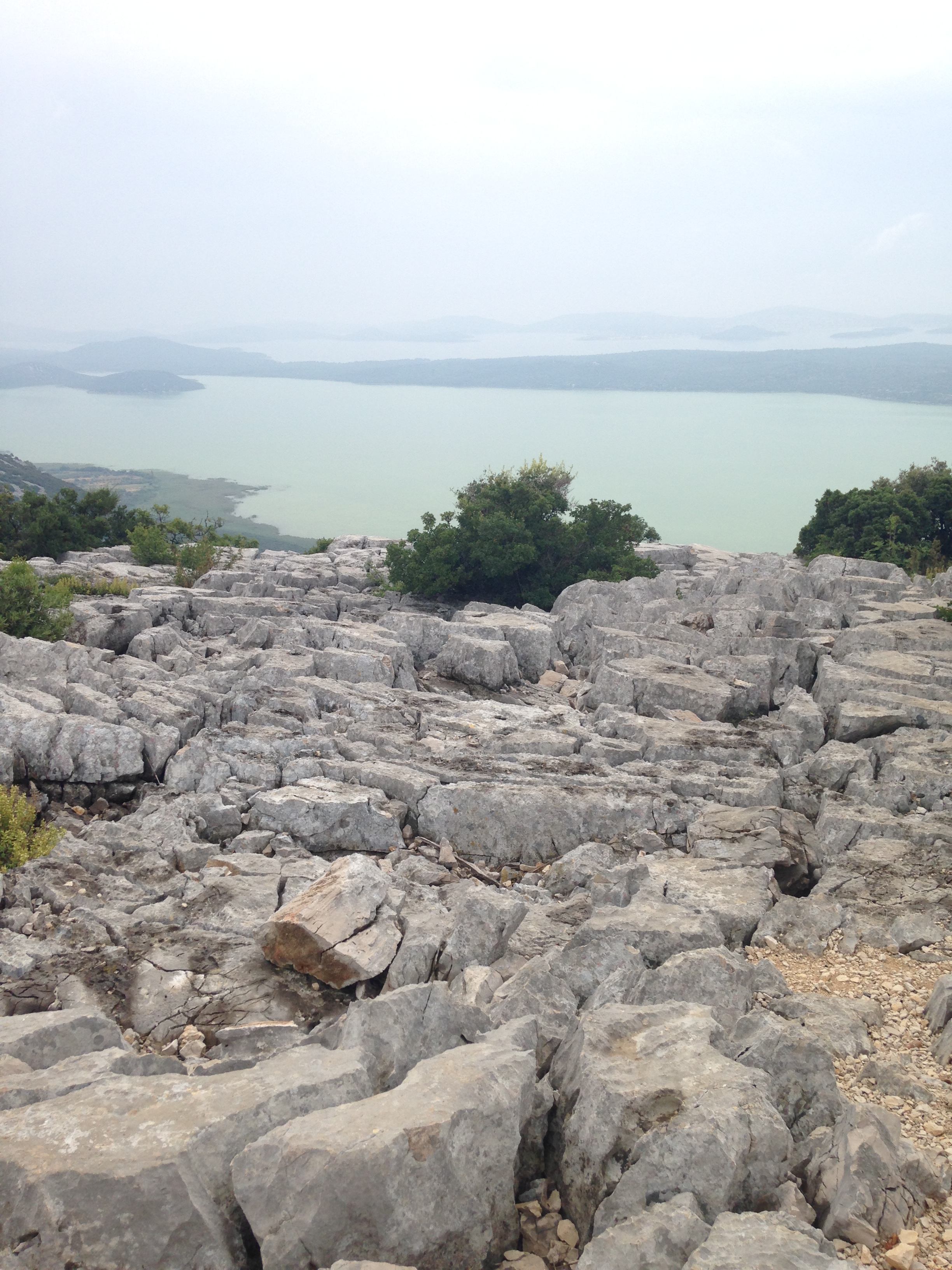
Blick von verkarsteten Felsen zum südwestlichen Ende des Sees
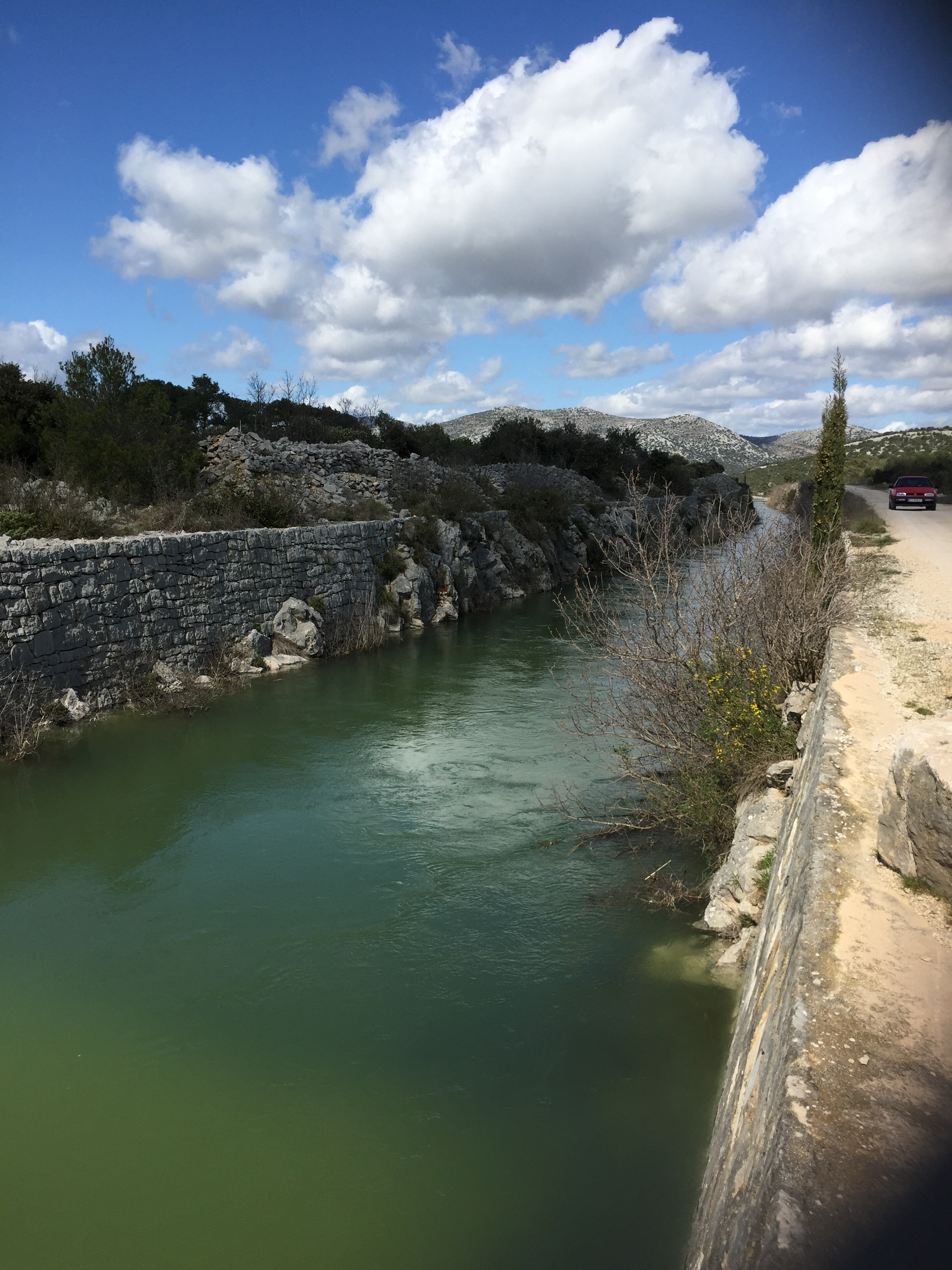
Der Ableitungskanal bei Prosika
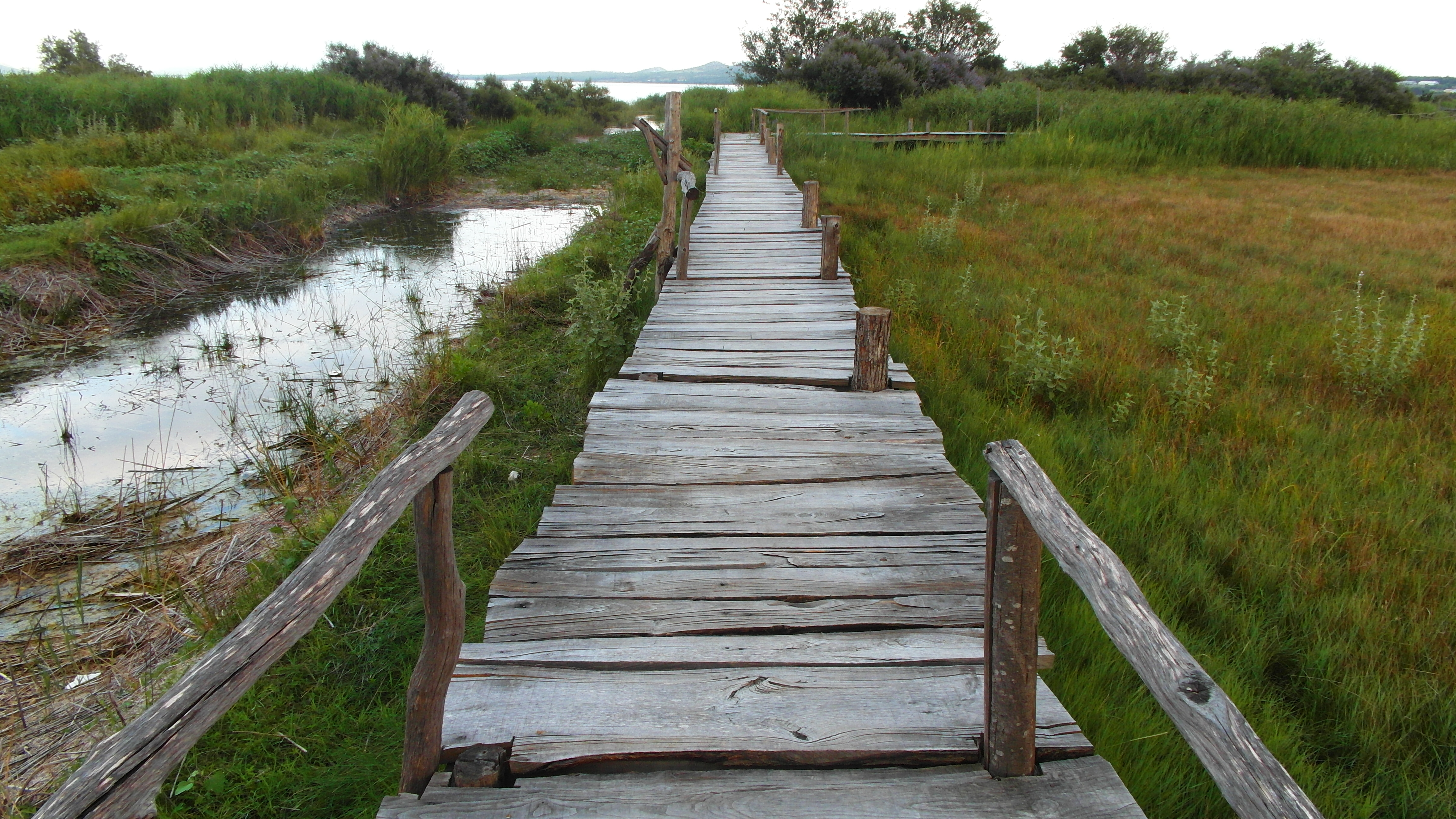
Bohlenweg für die Vogelbeobachtung am Seeufer
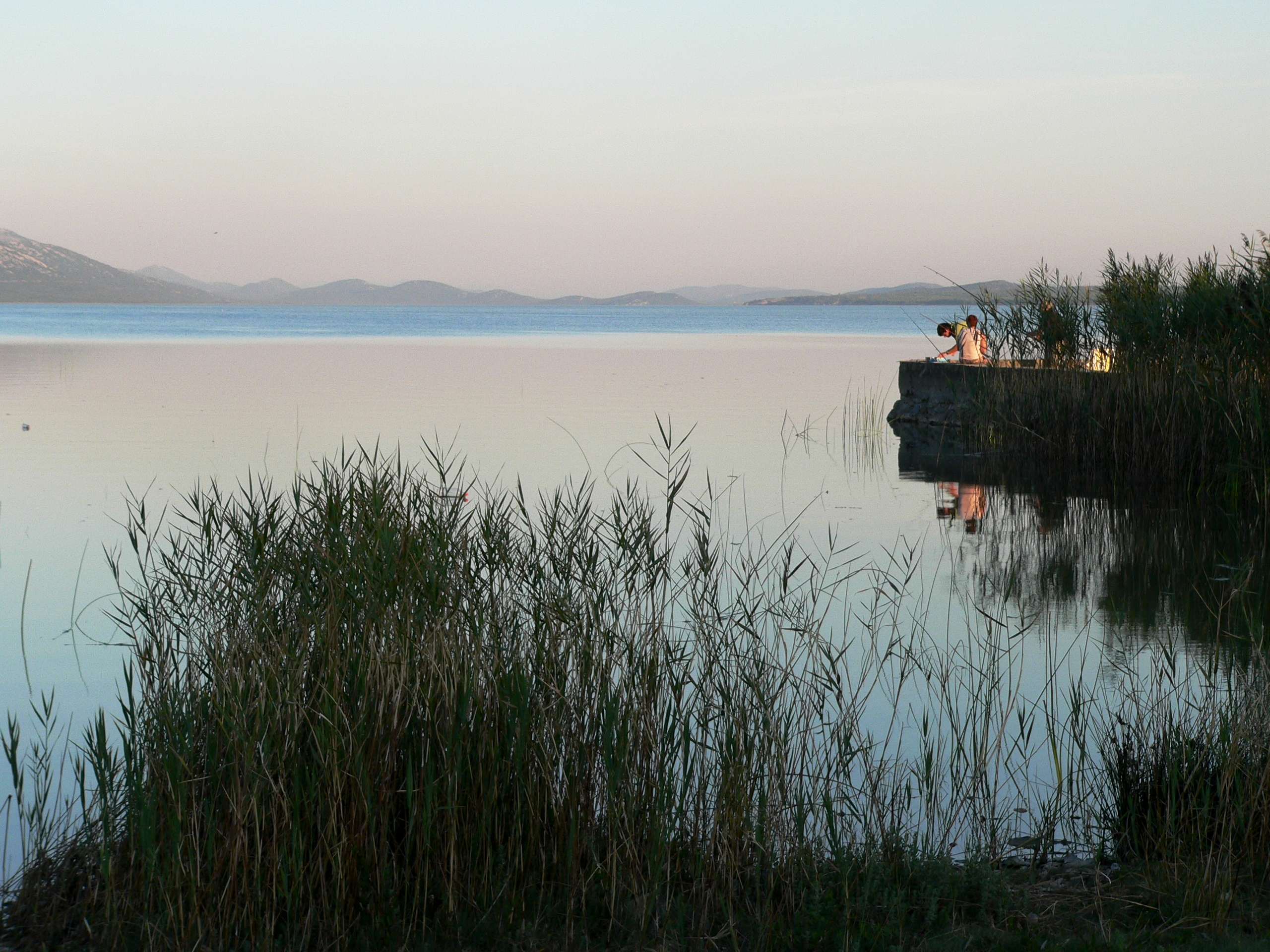
Feuchtgebiet am Nordwestrand unweit von Biograd na Moru